# Letícia Medina
Letícia Carota Medina (Volta Redonda, 12 de maio de 1997) é uma atriz brasileira. Ficou conhecida por interpretar a mutante Tatiana em Os Mutantes. Seu mais recente trabalho foi na novela Jesus.

## Carreira
Em 2002, com 4 anos, Leticia participou da minissérie Quintos dos Infernos e não parou mais. Fez muitos programas na Rede Globo, como Zorra Total, Xuxa, Turma do Didi, Malhação, Sitcom.br, sob a direção de João Falcão. Em 2006, atuou no especial Xuxa 20 anos, onde viveu a apresentadora aos 10 anos. Ainda em 2006, foi protagonista de um curta dirigido por André Pellenz chamado Que Horas São?
Em agosto de 2006, ela assinou contrato com a Record TV e fez diversas novelas. Sua primeira produção na emissora foi em Bicho do Mato. Na sequência, esteve no elenco de Caminhos do Coração, “Os Mutantes”, Ribeirão do Tempo e “Balacobaco” e “Vitória”. Seus últimos trabalhos foi na novela Terra Prometida, como Liviana e na novela Jesus, na Record.

## Filmografia

### Cinema
| Ano  | Filme          | Personagem | Notas          |
| ---- | -------------- | ---------- | -------------- |
| 2006 | Que Horas São? | Angela     | Curta-metragem |

### Televisão
| Ano     | Título                | Personagem                            | Notas                                     |
| ------- | --------------------- | ------------------------------------- | ----------------------------------------- |
| 2002    | O Quinto dos Infernos | Carlota Joaquina (criança)            | Episódio: "8 de janeiro"                  |
| 2003    | Agora É que São Elas  | Marli                                 | Episódio: "6 de setembro"                 |
| 2004    | Malhação              | Nininha                               | Episódio: "18 de agosto"                  |
| 2005    | Sitcom.br             | Filha caçula                          | Episódio: "Um Dia de Mãe"                 |
| 2005    | Prova de Amor         | Marcela / Falsa Nininha               | Episódio: "12 de novembro"                |
| 2006    | Xuxa 20 Anos          | Xuxa (7 anos)                         | Especial de 20 anos da Xuxa na Rede Globo |
| 2006    | Bicho do Mato         | Maria Margarida Freire (Margaridinha) |                                           |
| 2007    | Caminhos do Coração   | Tatiana Montenegro (Tati)             |                                           |
| 2008    | Os Mutantes           | Tatiana Montenegro (Tati)             |                                           |
| 2010    | Ribeirão do Tempo     | Diana Silva / Tião                    |                                           |
| 2012    | Balacobaco            | Taís Vilela Corrêa                    |                                           |
| 2014    | Vitória               | Beatriz Cunha                         |                                           |
| 2016    | A Terra Prometida     | Livana Luz                            |                                           |
| 2018    | Jesus                 | Yoná de Nazaré                        |                                           |
| 2019-20 | Dependentes           | Marta                                 |                                           |
| 2024    | Reis                  | Joela                                 | Fase: "A Divisão"                         |

## Prêmios e indicações
| Ano  | Prêmio                    | Categoria                           | Trabalho indicado   | Resultado |
| ---- | ------------------------- | ----------------------------------- | ------------------- | --------- |
| 2007 | Prêmio Extra de Televisão | Melhor Ator/Atriz Mirim             | Caminhos do Coração | Indicada  |
| 2008 | Prêmio Contigo! de TV     | Melhor Atriz Infantil               | Caminhos do Coração | Indicada  |
| 2011 | Prêmio Contigo! de TV     | Melhor Atriz Infantil               | Ribeirão do Tempo   | Indicada  |
| 2011 | Prêmio Qualidade Brasil   | Televisão: Melhor Atriz Coadjuvante | Ribeirão do Tempo   | Indicada  |